# 雪佛兰斯帕可
斯帕可是雪佛兰旗下的一款微型汽车，是美国雪佛兰公司设计并制造的进口车型。另外，市场上还有雪佛兰收购韩国大宇之后的改造车型，将大宇品牌改为宝骏乐驰。两系列车型、价格、配件均有微小差异。

## Spark 雪佛兰斯帕可
为美国雪佛兰本土设计、制造的车型，曾被誉为世界上最漂亮的汽车。

### 发动机
S-TEC II，直列四缸，双顶置凸轮轴(DOHC)，16气门，MFI顺序多点燃油喷射，ECU控制模块，PDA可变进气口